# Medicus (romanzo)
Medicus è il primo della trilogia dei libri di Noah Gordon che racconta la storia dei medici della famiglia Cole: la storia si svolge intorno all'anno 1000, inizialmente nel Regno Unito e poi in Persia (dove avviene la maggior parte dei fatti).

## Trama
Il romanzo narra la storia di un ragazzo, Robert Jeremy Cole.
Nell'anno 1021, ovvero quando il protagonista ha nove anni, egli vive nella Londra medievale, sotto il regno di Canuto I d'Inghilterra. È il primo dei sette figli di Nathanael Cole, carpentiere, e di Agnes Kemp, cucitrice/ricamatrice. Sia quando muore la madre di parto che il padre di tonsillite, si accorge di "sentire qualcosa" tenendo le loro mani. Dopo questa tragedia, i suoi fratelli vengono affidati a varie famiglie, tranne William che viene preso da un prete. Rob, non sapendo dove andare, decide di seguire un cerusico di nome Barber, divenendone l’apprendista, poiché da lui impara un po' di medicina, oltre a giochi di prestigio e destrezza. I due girano per tutta l'Inghilterra guadagnandosi da vivere con queste abilità “da prestigiatori”.
L'incontro cardine per Rob avviene nel villaggio di Tettenhall: durante le visite del cerusico, si presenta un anziano sacrestano, afflitto da cataratta. Barber gli illustra la sua impossibilità di curarlo, mentre il medico ebreo Benjamin Merlin si offre di operarlo, in virtù della tecnica operatoria appresa alla scuola di medici ad Ispahan, in Persia.
Alla morte di Barber, avvenuta nel 1030, Rob resta solo ereditandone il carro da cerusico ed il ruolo. Le limitate capacità di un cerusico non sono però sufficienti per il ragazzo, il quale è angosciato dal non poter curare alcune malattie alla stregua di un vero medico. Ritornato a Tettenhall, ritrova l'anziano sacrestano perfettamente guarito. Va allora a cercare il medico, il quale gli confida che avrebbe potuto studiare all'Hôtel-Dieu di Parigi, ma scelse la scuola di medicina persiana per toccare l'orlo dell'abito del principe dei Medici, Avicenna, una scuola alla quale però sono ammessi unicamente i persiani e gli Ebrei. Data l'impossibilità, Rob chiede di essere preso come apprendista, ma Merlin, messo sotto pressione da Rob, gli consiglia di far pratica presso uno sconosciuto medico di St. Ives o di rivolgersi alle università musulmane in Spagna.
Rob però opta per la lontana Persia e si aggrega ad una carovana diretta a Costantinopoli. Durante il viaggio fa amicizia con un gruppo di ebrei, dai quali impara il farsi, l'ebraico e gli usi e costumi sia ebraici che della società persiana. Pur di raggiungere la Persia, rinuncia anche all'amore di Mary Cullen, ragazza conosciuta nella carovana il cui padre, allevatore e commerciante di pecore, garantirebbe a Rob un possedimento terriero nella natìa Scozia. Giunto a Costantinopoli, camuffatosi da ebreo e aggregatosi ad un'altra carovana, prende il nome di Jesse ben Benjamin e si avventura verso il medio-oriente. Durante l'avvicinamento ad Ispahan, ha un fortuito incontro con lo Scià durante una sua battuta di caccia. Giunto finalmente nella città persiana, due anni dopo la partenza da Londra, si reca immediatamente alla scuola per essere ammesso ai corsi di medico ma, non avendo raccomandazioni o parenti che vi studiano, viene respinto ed arrestato per aver minacciato il preside della scuola. Durante la prigionia, un persiano lo informa delle audizioni pubbliche che lo Scià concede al popolo. Rob decide di incontrare lo Scià per chiedergli un aiuto, e narra del reciproco incontro durante la battuta di caccia. Divertito dal fatto, lo Scià gli concede un premio detto calaat, consistente in una casa, un cavallo e dei soldi, oltre alla possibilità di partecipare al corso per medici. Nonostante Rob debba studiare numerose materie, tra le quali filosofia, diritto e teologia, si getta nell'impresa con grande impegno e ardore; durante il corso di studi diventa amico del persiano Karim Harun e dell'ebreo Mirdin Askari. In seguito, viene inviato con una spedizione di giovani medici a debellare un'epidemia di peste: contrae la malattia ma riesce a guarire, annotando gradualmente i vari stadi della malattia per il futuro.
Tornati dalla spedizione, Karim sostiene l'esame che lo rende a tutti gli effetti medico e la possibilità di fregiarsi del titolo di Hakim. Nel frattempo Rob J. viene a sapere che Mary e suo padre sono poco lontani; riesce a raggiungerli, ma trova il padre della ragazza moribondo per la "malattia del fianco". Trapassato il padre, Rob spiega a Mary il trucco del camuffamento da ebreo, portandola con sé ad Ispahan con la promessa di matrimonio. Il suo arrivo con una cristiana induce Mirdin a capire che Jesse non è ebreo. Successivamente, compie altri studi anche su un cadavere, di nascosto essendone vietata la dissezione, per cercare di comprendere la "malattia del fianco", diagnosticata su altri pazienti dell'ospedale. Ad Ispahan, Rob e i due amici vengono incastrati dallo Scià ad essere suoi "amici", Nonostante ciò, Rob e Mirdin riescono a superare anche loro l'esame splendidamente, diventando a loro volta Hakim.
Lo Scià organizza un'incursione in India per appropriarsi di elefanti addestrati alla guerra e i tre amici devono seguirlo: in tale spedizione Mirdin perde la vita, cosa che sconvolge Rob, il quale inizia a prendere anche le distanze dallo Scià. Oltre agli elefanti, lo Scià prende come prigioniero un fabbro che costruisce armi migliori di quelle persiane; quando l'esercito ritorna in Persia Rob viene chiamato a curare la moglie del fabbro il quale per riconoscenza forgia per lui strumenti chirurgici in acciaio migliore. Un giorno viene a conoscenza della presenza di un inglese nella zona cristiana di Ispahan. Trovatolo, una sera lo invita a cena: l'ospite si presenta come Charles Bostock, facoltoso commerciante. Un altro evento sconvolge la vita del protagonista quando Karim e la seconda moglie del Principe dei Medici vengono scoperti in una relazione segreta; i due sono condannati a morte. Pian piano lo Scià comincia a manifestare un atteggiamento tirannico. Grazie ad una scusa riesce ad allontanare Rob dalla città per appropriarsi di sua moglie. Rob se ne accorge, perché a casa sua arrivano una cassa di meloni ed un tappeto, dovuto alla consuetudine dello Scià di fare questi doni alle donne che hanno partorito un maschio dopo il suo stupro.
La medicina dell'epoca considerava gli organi interni del suino uguali a quelli dell'essere umano. Dissezionando i cadaveri umani, Rob si accorge di un'"appendice" dell'intestino cieco che nell'intestino suino è assente. Scopre così la causa della "malattia del fianco".
Dopo lo scontro col sultano di Gazhna suo rivale, lo Scià viene ucciso. Nel tumulto dell'assedio e conseguente invasione di Ispahan, Rob e la sua famiglia decidono finalmente di lasciare la Persia alla volta di Londra, dove approdano nel 1043. Una volta arrivato, Rob scopre che la maggior parte dei medici che pratica lì è ignorante e molto votata alle parcelle. La sua famiglia, delusa e stanca della città caotica decide di andarsene in Scozia. Prima parte Mary coi figli. Mentre medita quando lasciare Londra, Rob incappa nell'accusa di aver difeso un ebreo e di essere ebreo lui stesso spacciandosi per cristiano: il suo delatore è Charles Bostock. Dovendo trovare dei testimoni a suo favore, al processo incontra padre Paulinus, che si rivela essere suo fratello William, divenuto vescovo ausiliario di Worcester. Ottenendo il rifiuto di William di testimoniare a suo favore, decide finalmente di ricongiungersi alla sua famiglia nella terra dei Cullen, a Kilmarnock. Arrivato in Scozia, informa il prete locale che probabilmente è ricercato dalla Chiesa. Il sacerdote lo rassicura che nessun legato papale è mai arrivato fin lì. Rob e Mary si sposano ufficialmente e scopre che anche il suo primogenito riesce ad avvertire una "sensazione" quando qualcuno sta male; lo prende così come apprendista, felice di passare al figlio la sua erudizione.

## Protagonisti
- Robert Jeremy Cole: il protagonista che ha il particolare dono di avvertire l'imminente decesso di una persona quando ne prende le mani tra le proprie; volenteroso di diventare medico a tutti i costi, decide di spacciarsi per ebreo per coronare il suo sogno
  - Jesse ben Benjamin: il nome ebraico preso da Rob. Jesse, il nome del padre di re David, ed il patronimico ben Benjamin in onore di Benjamin Merlin
- Mary Margareth Cullen: moglie di Rob, dai lunghi capelli rossi. Concedendosi allo Scià, riesce a far risparmiare la vita a Rob
- Mirdin Askari: studioso ebraico, dal carattere pacato ma risoluto, discendente di una famiglia di commercianti di perle. Scoperto Rob, in un primo momento si allontana da lui, dovendolo denunciare. Torna sui suoi passi, confermando all'amico la sua amicizia, ma ad un prezzo: per far comprendere in pieno all'amico "chi" sta fingendo di essere, pretende insieme a lui lo studio dei comandamenti della Torah.
- Karim Harun: bellissimo ragazzo persiano, partecipa ad una gara di corsa con in palio una grossa somma, il chatir, per liberarsi dei fantasmi del suo allenatore-abusatore Zaki-Omar ed affrancarsi dalla povertà. Aveva, inoltre, già sostenuto due volte senza successo l'esame per diventare medico. la terza occasione era l'ultima possibile
- Scià Alā al-Dawla: il sovrano di Ispahan, che inizialmente si dimostra amico di Rob, generoso con la gente, per poi diventare un tiranno nel perseguire l'obbiettivo di diventare Shahanshah, Re dei Re. Insegna a Rob il gioco chiamato shahtreng, dalla descrizione molto simile agli scacchi
- Henry Croft: soprannominato Barber per il suo lavoro da cerusico, crescerà Rob come un padre, nonostante il loro rapporto finisca in maniera negativa a causa del troppo bere. Sulla lapide volle farsi mettere l'epitaffio FUMUM VENDIDI.
- Alī al-Ḥusayn ibn ʿAbd Allāh ibn Sīnā, o Avicenna: medico e filosofo persiano realmente esistito, guida Rob nella sua crescita personale e professionale. Anche lui è dotato dello stesso dono di Rob

## Personaggi secondari
- I fratelli di Rob: Samuel Edward (7 anni); William Stewart (6 anni); Anne Mary (4 anni); Jonathan Carter (18 mesi); Roger Kemp (neonato, per il cui parto Agnes perisce). Nelle sue peregrinazioni per l'Inghilterra con Barber, ne cercherà sempre notizie. William è l'unico che Rob incontra, in età adulta, al suo ritorno dalla Persia. Da lui avrà notizie solo di Samuel (deceduto adolescente ai docks di Londra) e di Anne (morta in un incendio).
- Benjamin Merlin: medico ebraico, mostrando a Rob la propria alta preparazione medica ne fa crescere autonomamente il maggior desiderio di saperne di più.
- Charles Bostock: facoltoso mercante inglese, incontra Rob tre volte, una prima volta a 12 anni in Inghilterra, poi senza riconoscerlo anni dopo in Persia; infine, nuovamente a Londra in cui lo riconosce nel medico ebreo. Come conseguenza di ciò, lo fa accusare da un tribunale ecclesiastico.
- La comunità ebraica di Tryavna: sul cammino per Costantinopoli, la carovana sverna in questo villaggio, e Rob vi si fa ospitare per continuare a studiare il farsi, ed osservare la comunità nel suo quotidiano.
- Lonzano ben Ezra, Loeb ben Kohen ed Aryeh Askari: i suoi compagni di viaggio da Costantinopoli ad Ispahan. Giungono alla meta grazie al supporto delle varie comunità ebraiche nei disparati villaggi, tappe del loro viaggio. Con costoro vive in prima persona i riti e le usanze degli Ebrei, manifestandone l'assoluta non conoscenza. Insegneranno a Rob ad "essere" ebreo. Aryeh è il cugino di Mirdin.
- al-Juziani: medico persiano specializzato in chirurgia, il braccio destro di Ibn Sina, insegna a Rob tutto il suo scibile.
- Jalal ul-DIn, lo Hakim specialista in ortopedia.

## Adattamento cinematografico
- Medicus, film del 2013, trasposizione sullo schermo della storia.

## Edizioni
- Medicus, traduzione di Paola Tornaghi, Collana La Scala, Milano, Rizzoli, 1988, ISBN 978-88-17-67413-3.
- Medicus, Collana Narrativa, Milano, Rizzoli, 2004,  p. 660, ISBN 88-17-11391-3.
- Medicus, traduzione di Paola Tornaghi, Milano, Rizzoli, 13 febbraio 2018,  p. 660, ISBN 9788817098564.